# 三和電気土木工事
三和電気土木工事株式会社（さんわでんきどぼくこうじ、英: SANWA ELECTRICAL ENGINEERING CO.LTD.）は日本の企業である。

## 概要
日本に初めて電灯が普及した黎明期に重電機器メーカー川北電気企業社の電気工事部門として設立された。川北電気土木工事株式会社が元でその後三和電気土木工事と改称された。
川北電気企業社は1930年（昭和5年）の世界恐慌で倒産するが、扇風機製造部門は生き残り現在のパナソニック エコシステムズとなる。また三和電気土木工事の社員であった牛嶋禎太郎は1939年に独立し名古屋に川北電気工業を設立した。
電気工事会社の老舗で独立系として東京より西で展開している。

## バイオマス事業への取り組み
2酸化炭素排出削減の取り組みとして、2019年3月に岡山県笠岡市の7牧場と共同し「かぶとバイオファーム合同会社」を設立。同年12月には「かぶとバイオマスプラント有限責任事業組合」を結成。
2022年4月21日よりかぶとバイオファーム発電所建設工事着工
2024年9月18日 - かぶとバイオファーム発電所開所

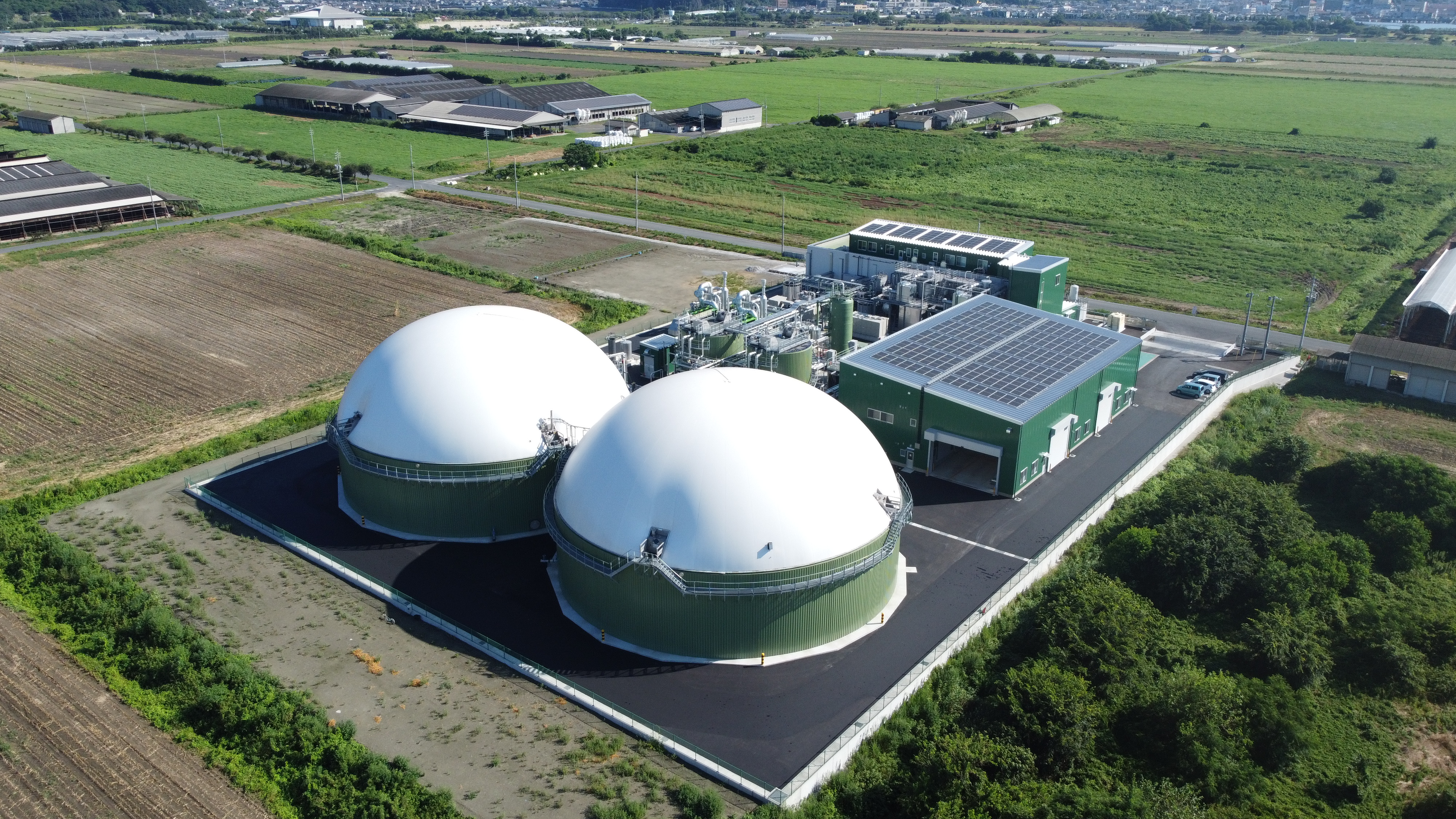

## 沿革
- 1928年4月 - 大阪府大阪市川北電気土木工事株式会社設立。
- 1935年1月 - 三和電気土木工事株式会社に改称
- 1987年3月27日 - 新本社ビル（サウスホレストビル）竣工式[4]。
- 2021年3月3日  - バイオガス発電施設の整備・運営に関する協定締結[5]
- 2021年7月12日 - 資本金を300,000,000円とする[1]
- 2024年9月18日 - かぶとバイオファーム発電所開所[6]
- 2025年3月24日 - 大阪本店を本社ビルへ移転

## 所在地

### 本店・本社
- 本社、大阪本店 - 大阪府大阪市北区南森町1-4-19
- 東京本店 - 東京都港区芝2丁目28-8

### 支店・営業所
- 支店 - 名古屋　豊田　北陸（福井）　和歌山　四国（徳島）
- 営業所 - 鹿島　静岡　岐阜　奈良　田辺　高松　沖縄

## 社是
調和　平和　融和　の三つの和

## 関連会社
- サンワサービス株式会社[7]
- 若狭実業株式会社[8]